# Small Town Singers
Small Town Singers är en svensk visgrupp. 
Small Town Singers bildades 1967 i Söderköping av Lars Wickman, Rolf Rondahl och Lars Inge Karlsson, som då gick en gitarrkurs hos  Michael B. Tretow. Efter att ha vunnit amatörtävlingen "Nya ansikten" i Västervik 1969 och "Talang 71" fick gruppen en rad framgångar i radio, TV och på Svensktoppen.

År 1974 gavs första LP:n ut och då bestod gruppen av Cristina Aronsson/Grönvall, Roger Carlson, Ewa Nilsson/Grönwall, Bengt Lundkvist och Lars Wickman. År 1974 ersattes Nilsson av Kerstin Forslund, som dock efter drygt ett år lämnade gruppen för att satsa på en solokarriär. Från 1975/76 bestod gruppen av Cristina Grönvall, Roger Carlson, Roland Jonson, Bengt Lundkvist, Ewa Grönwall och Lars Wickman. En viktig person bakom gruppens framgångar var producenten Ingela Forsman, sedermera etablerad som sångtextförfattare. Gruppen medverkade på Visfestivalen i Västervik 1973 och 1980.
Small Town Singers gör fortfarande enstaka framträdanden och består numera av Cristina Grönvall, Ewa Grönwall, Roger Carlson och Roland Wållberg.

## Svensktoppslåtar
- "Hemlängtan" (en vecka, 1974)
- "Dansen på Sunnanö" (elva veckor, 1974)[6]
- "Som stjärnor små" (en vecka, 1975)
- "En sjömansvisa" (tre veckor, 1975)
- "Fritiofs avsked" (elva veckor, 1975)[7]
- "Utövisan" (sju veckor, 1977)[8]
- "Sommarbrevet" (tio veckor, 1979)
- "Jag gör så att blommorna blommar" (tio veckor, 1979)[9]
- "Jag har vandrat mina stigar" (tre veckor, 1981)[10]

## Diskografi

### Album
- 1974 – Small Town Singers (RCA)
- 1975 – En söndagsmorgon bittida (RCA)
- 1976 – Närbild (RCA)
- 1977 – Från Djurgården till Utö (RCA)
- 1979 – Tankar under ett stjärnfall (RCA)
- 1981 – Du måste ta vara på glädjen (RCA)
- 1982 – Ta mej med (RCA)
- 1983 – Small Town Singers sjunger Taube (RCA)
- 2002 – Small Town Singers sjunger svenska visor (samlings-CD, EMI)

### Singlar
- 1974 – It Takes People Like You/Streets of London (RCA)
- 1974 – Bibbi/Höstlåten (RCA)
- 1975 – Suicide is Painless (med Marcus Österdahl, RCA)
- 1976 – Om aftonen/Kom och sjung en glädjesång  (RCA)
- 1977 – Djurgårdsfärjan/Äntligen har jag kommit hem (RCA)
- 1980 – Måttlig till frisk/Min egen strand (RCA)
- 1982 – Oh Julie/Spelmansvisa (RCA)
- 1991 – Hör hur havet sjunger/Fragançia (STS)